# Макунина, Александра Александровна
Алекса́ндра Алекса́ндровна Макунина (1917—2000) — доктор географических наук, профессор, заслуженный деятель науки РСФСР.

## Биография
После окончания средней школы поступила в Московский городской педагогический институт имени В. П. Потёмкина. Во время обучения в институте участвовала в комплексной геоморфологической экспедиции АН СССР. В 1939—1940 годах работала учителем в московской средней школе № 617. В 1940 году поступила в аспирантуру географического факультета Московского Государственного университета. Во время обучения в аспирантуре участвовала в комплексной географической экспедиции АН СССР.

## Участие в Великой Отечественной войне
Во время Великой Отечественной войны в старший лейтенант Макунина в должности заместителя начальника штаба по оперативной и разведывательной части 586-го истребительного авиационного полка ПВО принимала участие в защите военных объектов Саратова, Воронежа, участвовала в Курской битве и боях за освобождение Венгрии. Приказом войскам Западного фронта ПВО «за образцовое выполнение боевых заданий командования» была награждена 2 августа 1943 года орденом Отечественной войны II степени.

## Научная деятельность
После окончания войны Александра Александровна Макунина окончила аспирантуру и в 1949 году защитила кандидатскую диссертацию на тему «Гидрографическая характеристика Верхне-Москворецкого бассейна». В 1972 году защитила докторскую диссертацию на тему «Проблема ландшафтной географии Урала». В 1973 году присвоено звание профессора. В 1974—1990 годах занимала должность профессора кафедры физической географии МГУ и в 1974—1986 годах заведующего лабораторией аналитических методов физико-географических исследований. Преподавала курсы «Физическая география СССР», «Проблемы физической географии», «Функционирование и оптимизация ландшафта». Руководила стационарными исследования по гидрологии в деревне Красновидово Московской области, по динамике геосистем в деревне Сатино Калужской области. Участвовала в многоцелевых комплексных экспедициях на Урал, проводившихся в течение 20 лет с целью изучения природных условий Уральского региона, экспедиционных исследованиях в пределах чернозёмного центра Русской равнины, связанных с научным изысканием условий проектирования полезащитных лесных полос, ландшафтно-геохимической экспедиции в связи с поисками полезных ископаемых, экспедиции по прогнозу и проектированию гражданского строительства в Курганской области. За создание учёного труда «Физическая география СССР» удостоена правительственной премии имени Д. Н. Анучина.
Александра Александровна Макунина состояла членом учебно-методического совета при министерстве высшего и среднего специального образования СССР, ученого совета физико-географического отделения географического факультета МГУ, методической комиссии географического факультета МГУ, специализированного совета по физической географии при МГУ и МГПИ им. В. И. Ленина.
Умерла в 2000 году. Похоронена на Хованском кладбище.

## Важнейшие труды
Макунина А. А. Ландшафты Урала — М.: Издательство МГУ, 1974 г. — 156 с.
Макунина А. А. Физическая география СССР. — М.: Издательство МГУ, 1985.
Макунина А. А. Физическая география континентальных регионов СССР: (Учебное пособие для студентов физ.-геогр. специализации). М.: Издательство МГУ, 1984 г. — 135 с. с илл.
Макунина А. А. Физическая география горных регионов СССР. — М.: Издательство МГУ, 1986 г. — 167 с.
Макунина А. А., Рязанов П. Н. Функционирование и оптимизация ландшафта. — М: Издательство МГУ, 1988 г. — 94 с.